# Barrie M. Osborne

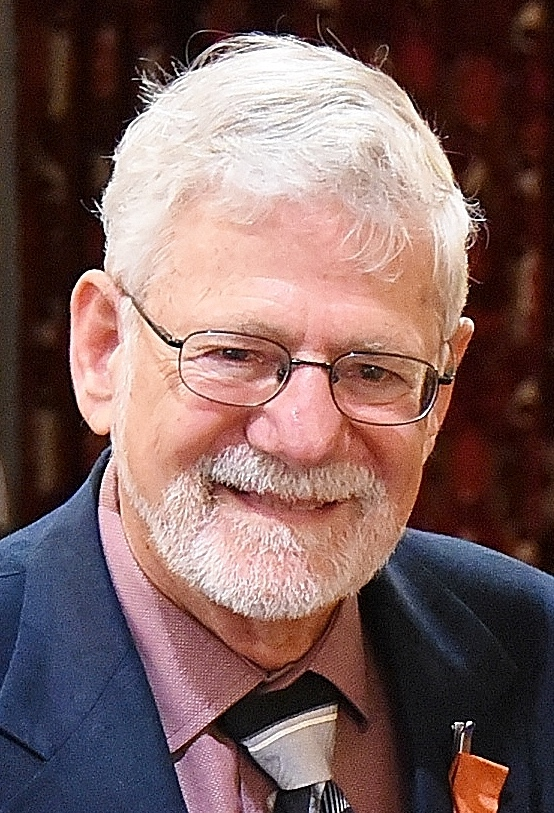
Barrie M. Osborne, 2017

Barrie M. Osborne, ONZM (* 7. Februar 1944 in New York City) ist ein US-amerikanischer Filmproduzent und Filmregisseur.

## Leben
Barrie M. Osborne wurde als Sohn des Juweliers William Osborne und von Hertha Schwarz in New York City geboren. Während seiner Collegezeit am Carleton College spielte er Hockey und Waschwannenbass in einer Studentenband. Nach seinem Abschluss 1966 in Soziologie trat er während des Vietnamkrieges dem United States Army Corps of Engineers bei und arbeitete vier Jahre lang in Korea, wo er bis zum First Lieutenant befördert wurde, was ungefähr dem deutschen Rang eines Oberleutnants entspricht. Nach seinem Militärdienst ging er 1970 zurück nach New York, wo er in einer kleineren Filmproduktionsfirma anfing, die hauptsächlich Werbespots drehte. Er begann dort als Produktionsassistent, bevor er vom Unternehmensgründer die Verantwortung für die Produktionsbudgets bekam. Von dort aus konnte Osborne anschließend an einem Ausbildungsprogramm der Directors Guild of America teilnehmen, wo er Francis Ford Coppola in Der Pate – Teil II, Sydney Pollack in Die drei Tage des Condors und Alan J. Pakula in Die Unbestechlichen bei der Regie assistierte.
Obwohl Osborne noch in weiteren Filmen wie American Hot Wax und Das China-Syndrom als Regieassistent arbeitete, war es die Produktion hinter der Kamera, die seine Fähigkeiten forderte und der er sich immer stärker widmete. So war er bereits 1976 für die Fernsehserie Kojak – Einsatz in Manhattan in vier Folgen als Aufnahmeleiter tätig, bevor er 1981 erstmals mit dem Thriller Bis zum bitteren Ende als Produzent fungierte.
Zuletzt war Osborne wegen einer möglichen Verfilmung um den Propheten Mohammed im Gespräch. Mit dem Kapital des Medienunternehmens Alnoor Holdings aus Katar sollte dafür ein Budget zwischen 150 Mio. und 200 Mio. US-Dollar zur Verfügung gestellt werden.
Seit dem 30. Juli 1969 war Osborne mit Micha Yun verheiratet. Mit seiner aktuellen Lebenspartnerin Carol Kim, mit der er die gemeinsame Tochter Danielle Kim hat, lebt er in Seatoun, Wellington, Neuseeland.

## Filmografie (Auswahl)
| - 1974: Der Pate – Teil II (The Godfather Part II) (Im Abspann unerwähnt) - 1975: Die drei Tage des Condors (Three Days of the Condor) (Im Abspann unerwähnt) - 1976: Die Unbestechlichen (All the President’s Men) (Im Abspann unerwähnt) - 1976: Kojak – Einsatz in Manhattan (Kojak) (4 Episoden, Aufnahmeleiter) - 1978: American Hot Wax (Regieassistent) - 1979: Apocalypse Now (Produktionsmanager) - 1979: Das China-Syndrom (The China Syndrome) (Regieassistent) - 1981: Cutter’s Way – Keine Gnade (Cutter's Way) (Produktionsleiter) - 1983: Der große Frust (The Big Chill) (Produktionsleiter) - 1983: James Bond 007 – Octopussy (Octopussy) (Produktionsmanager) - 1986: Peggy Sue hat geheiratet (Peggy Sue Got Married) (Ausführender Produzent) - 1988: Chucky – Die Mörderpuppe (Child’s Play) (Ausführender Produzent) | - 1990: Dick Tracy (Ausführender Produzent, Regieassistent) - 1993: Die Sache mit dem Feuer (Wilder Napalm) (Ausführender Produzent) - 1994: China Moon - 1996: Der Fan (The Fan) (Ausführender Produzent) - 1997: Im Körper des Feindes (Face/Off) - 1999: Matrix (The Matrix) (Ausführender Produzent) - 2001: Der Herr der Ringe: Die Gefährten (The Lord of the Rings: The Fellowship of the Ring) - 2002: Der Herr der Ringe: Die zwei Türme (The Lord of the Rings: The Two Towers) - 2003: Der Herr der Ringe: Die Rückkehr des Königs (The Lord of the Rings: The Return of the King) - 2005: Little Fish - 2007: Mein Freund, der Wasserdrache (The Water Horse: Legend of the Deep) - 2008: Outlander |

## Auszeichnungen
| - Oscar - 2002: Bester Film – Der Herr der Ringe: Die Gefährten (nominiert) - 2003: Bester Film – Der Herr der Ringe: Die zwei Türme (nominiert) - 2004: Bester Film – Der Herr der Ringe: Die Rückkehr des Königs | - BAFTA Film Award - 2002: Bester Film – Der Herr der Ringe: Die Gefährten - 2003: Bester Film – Der Herr der Ringe: Die zwei Türme (nominiert) - 2004: Bester Film – Der Herr der Ringe: Die Rückkehr des Königs |